# كأس العراق 1988–89
فاز بهذه النسخة من بطولة لكأس العراق نادي الزوراء بعد فوزه في المباراة النهائية على نادي الطيران بنتيجة (3-0).